# Omer Talon (1510-1562)
Pour le magistrat français du temps de la Fronde, voir Omer Talon. Pour les autres significations, voir Talon.
Omer Talon (vers 1510 - 1562, Paris) est un ecclésiastique et humaniste français. Disciple de Pierre de la Ramée, il a milité pour une séparation entre théologie et philosophie dans l'enseignement universitaire.

## Biographie
Il est originaire de Rosières, dans le diocèse d'Amiens en Picardie. Professeur de rhétorique au Collège du Cardinal-Lemoine (Université de Paris), il y prête serment en 1544.
Il se lie d'amitié avec Pierre de La Ramée, dont il est le disciple. Il le rejoint au collège de Presles où il vit et enseigne jusqu'en 1558, avant de devenir curé de Saint-Nicolas-du-Chardonnet. Il supplée son maître pour enseigner le platonisme de Cicéron et combattre l'aristotélisme encore dominant. Dans ses Academia, Talon a plaidé d'une part pour un rapprochement entre rhétorique et philosophie, et d'autre part une séparation entre les études de philosophie et de théologie, ce qui ouvrait alors la perspective d'une plus grande liberté de pensée dans les matières profanes.
Il publie divers ouvrages, dont un recueil sera publié à Bâle en 1575.

## Publications

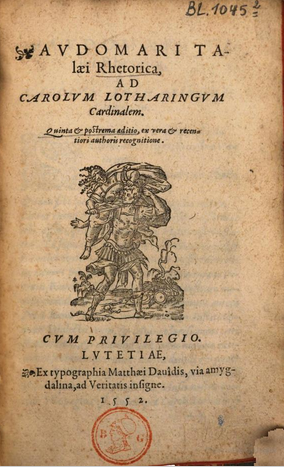
Couverture de son ouvrage Rhetorica ad Carolum Lotharingum (1552)

- Academia; in Academicum Ciceronis fragmentum explicatio, Paris, chez Jacques Bogard, Mathieu David, Jean de Roigny (1547)
- Rhetorica ad Carolum Lotharingum (1552)
- Praelectionibus observata [et libris duobus divisa] (1572)

## Sources
- "Talon (Omer), 1510-1562", dans l'Encyclopédie philosophique universelle, 1992